# 野田阪神駅
野田阪神駅（のだはんしんえき）は、大阪府大阪市福島区大開一丁目にある、大阪市高速電気軌道 (Osaka Metro) 千日前線の駅で、同線の始発駅である。駅番号はS11。

## 接続する鉄道路線
- 阪神電気鉄道 - 野田駅 (○HS 03)
  - 本線
- 西日本旅客鉄道 - 海老江駅
  -  JR東西線

大阪環状線野田駅とは接続しておらず、隣駅である玉川駅が乗換駅である。

## 歴史
- 1969年（昭和44年）4月16日：5号線（現在の千日前線）の当駅 - 桜川駅間開通と同時に開業。
- 2014年（平成26年）12月13日：可動式ホーム柵の使用を開始[1]。
- 2018年（平成30年）4月1日：大阪市交通局の民営化により、大阪市高速電気軌道 (Osaka Metro) の駅となる。
- 2020年（令和2年）3月27日：北改札と南改札を閉鎖し、2番線ホームからの出口専用の中西改札の供用を開始[2]。

## 駅構造

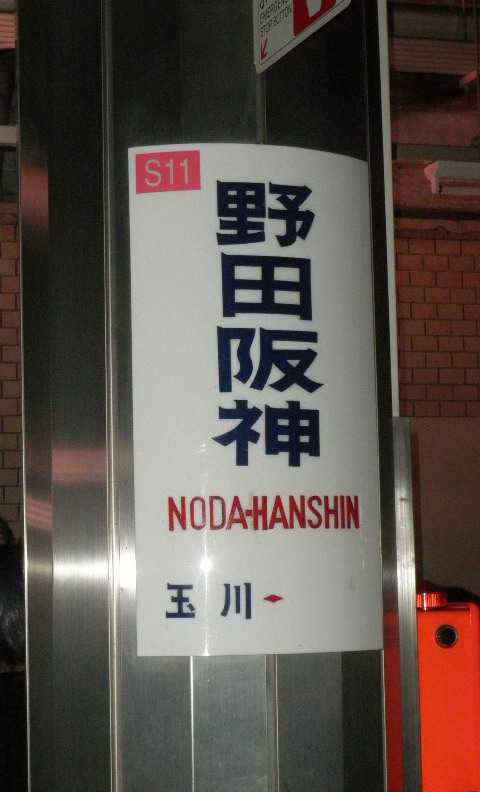
2番線ホームにあるヒゲ文字の駅名標

相対式ホーム2面2線の地下駅。改札口は1番線ホームにつながる中東改札と、2番線ホームからの出口専用である中西改札の2箇所に設けられている。北改札と南改札があったが、2020年3月26日20時をもって閉鎖され、翌27日の初発から中西改札が供用開始した。
南巽行きの旅客列車は1番線から発車し、2番線は朝夕ラッシュ時の旅客列車のうち、当駅到着後に回送列車として森之宮検車場へ向かう列車のみ停車する。
2番線ホームにはコンコースへのエレベーターやエスカレーターは設置されていない。このため、2番線ホームに到着する列車は、阿波座駅発車後の車内放送にて、エスカレーター等を利用する乗客には玉川駅での後続列車への乗換を促している。なお、エレベーターについては2026年3月末までに設置される予定である。
2020年3月26日まで2番線ホームは北改札にしかつながっておらず、阿波座駅と玉川駅発車後の車内放送にて、進行方向前寄りからの降車を呼びかけていた。また、各駅の野田阪神行き時刻表には、当駅の2番線に到着する列車に印が記載されている。2番線ホームにはホームドアが設置されておらず、また側の柱には大阪市営地下鉄で1980年代まで使われていた、「ひげ文字」と呼ばれる独特の字体で書かれた駅名標が残っている（駅番号ステッカー貼付）。また、その駅名標におけるローマ字表記は現在のものと異なり「NODA-HANSHIN」となっている。
トイレは改札外6号出入口付近にある。

### のりば
| 番線 | 路線     | 行先                           | 備考                                                   |
| ---- | -------- | ------------------------------ | ------------------------------------------------------ |
| 1    | 千日前線 | 阿波座・なんば・鶴橋・南巽方面 |                                                        |
| 2    | 千日前線 | 降車専用ホーム                 | 折返し森之宮検車場への回送となる列車のみ（一部を除く） |

付記事項
- 夜間滞泊の運用がある。
- 当駅は難波管区駅に所属し、駅長が配置されている。また、玉川駅を管轄している。

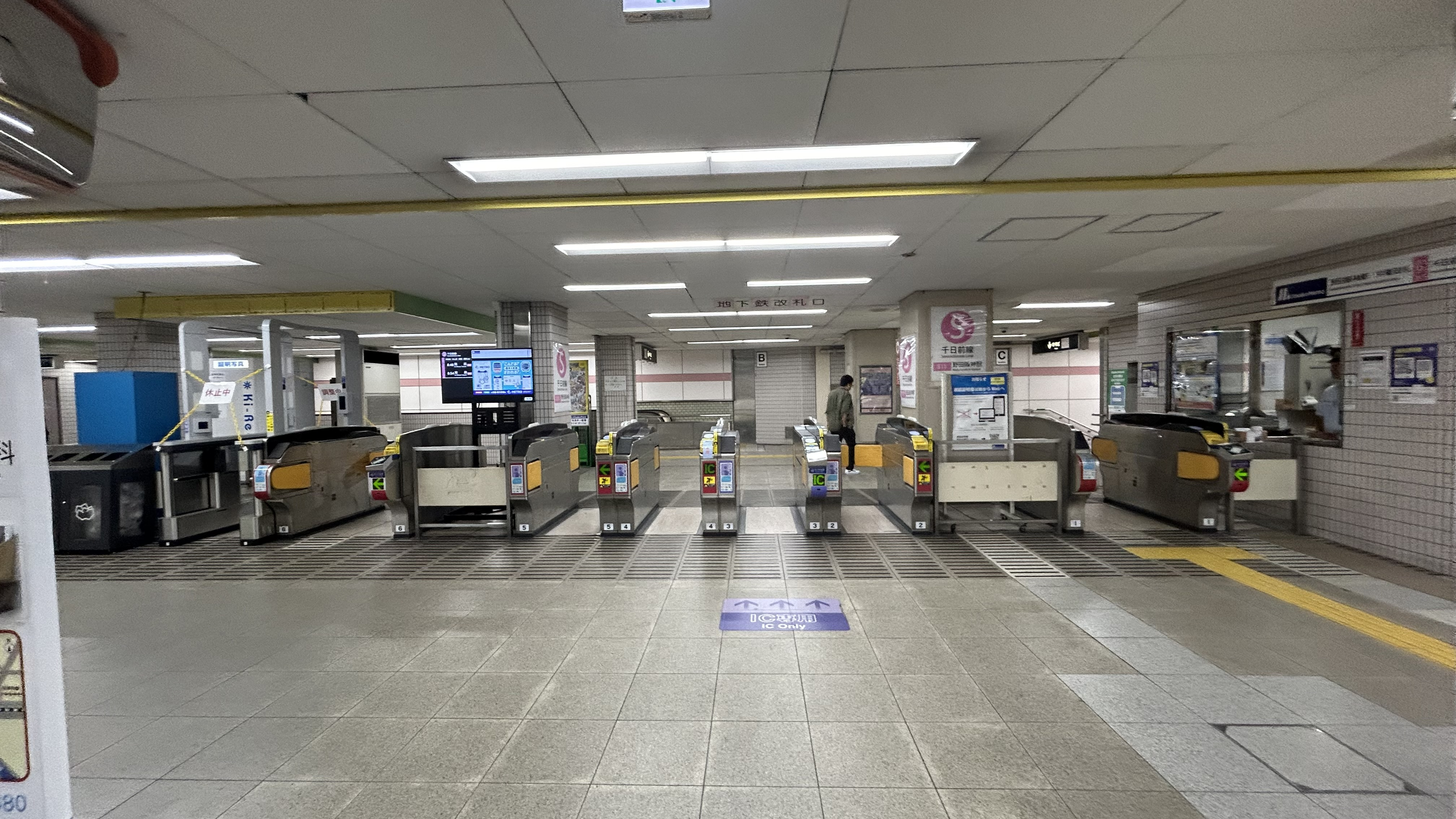
中東改札口
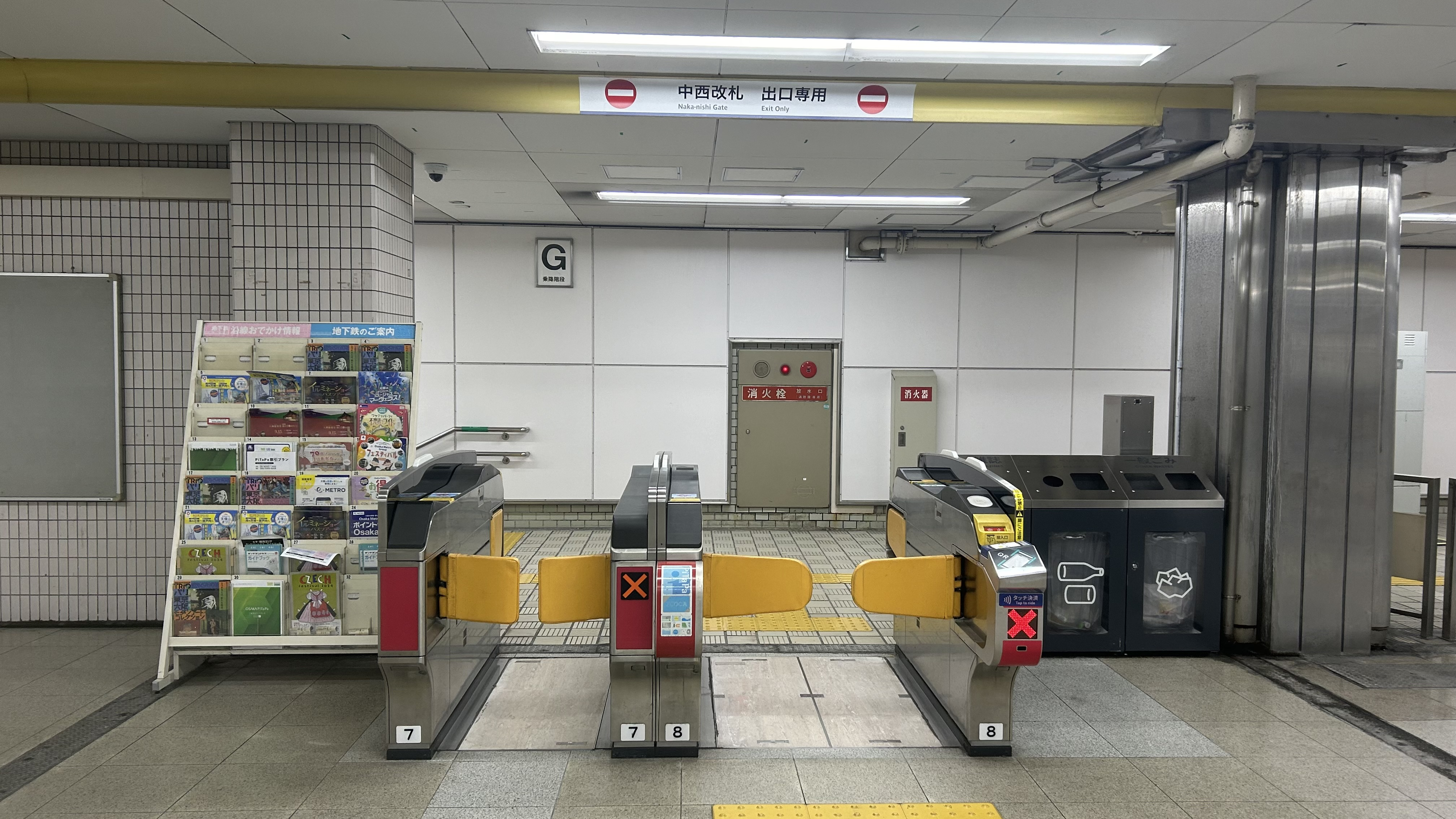
中西改札口
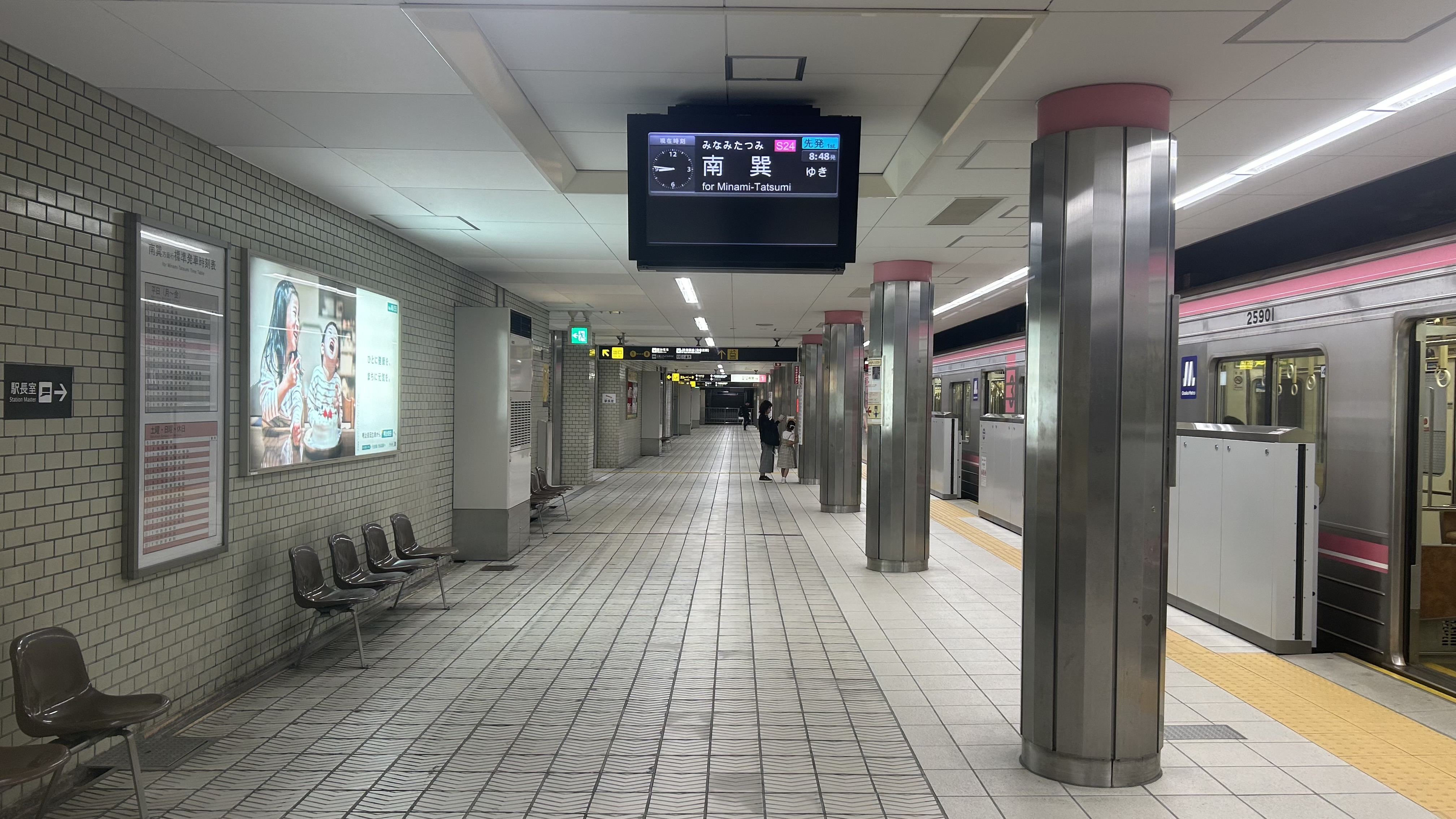
1番線ホーム
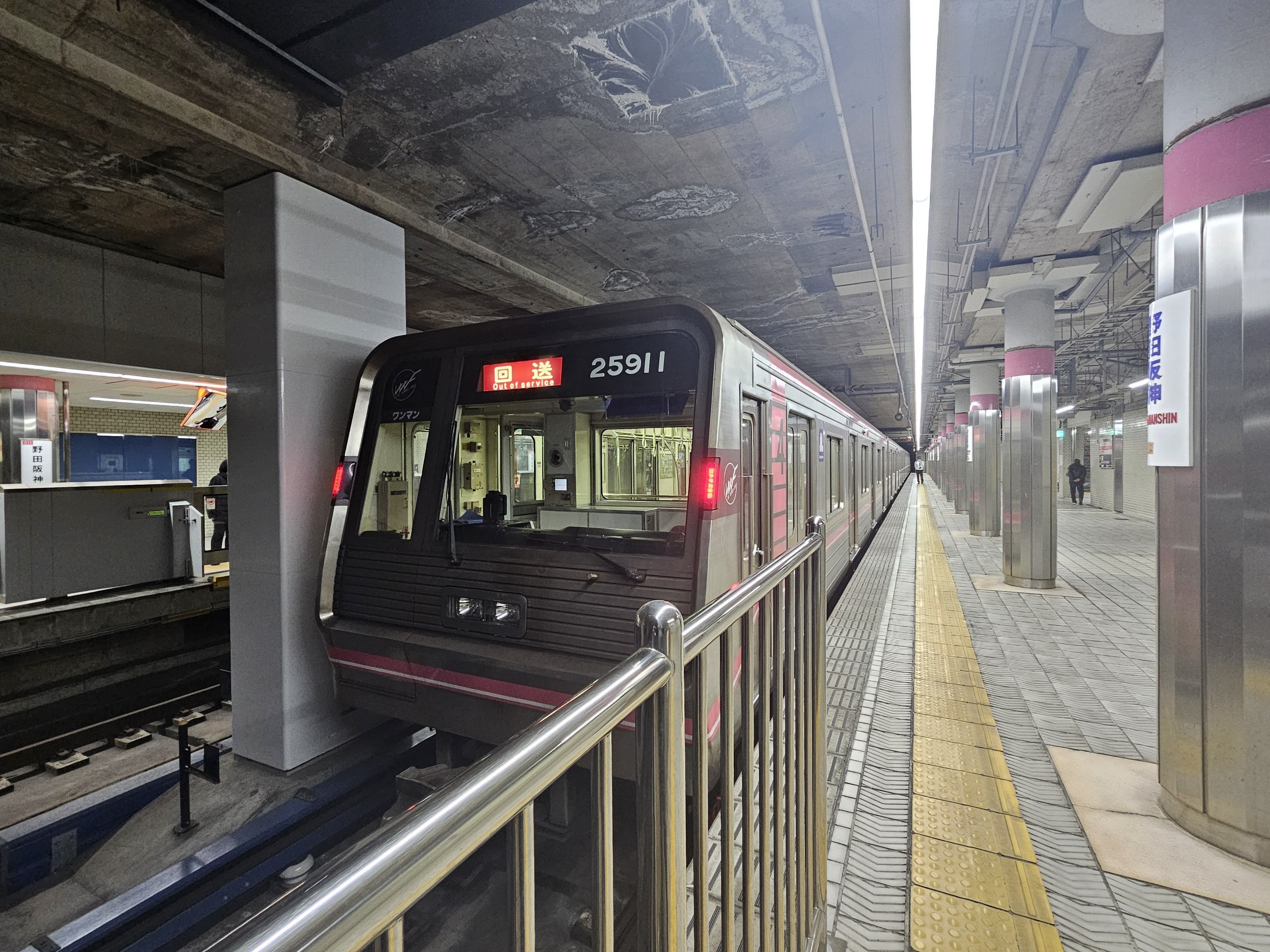
2番線ホーム（降車専用）に到着した25系電車
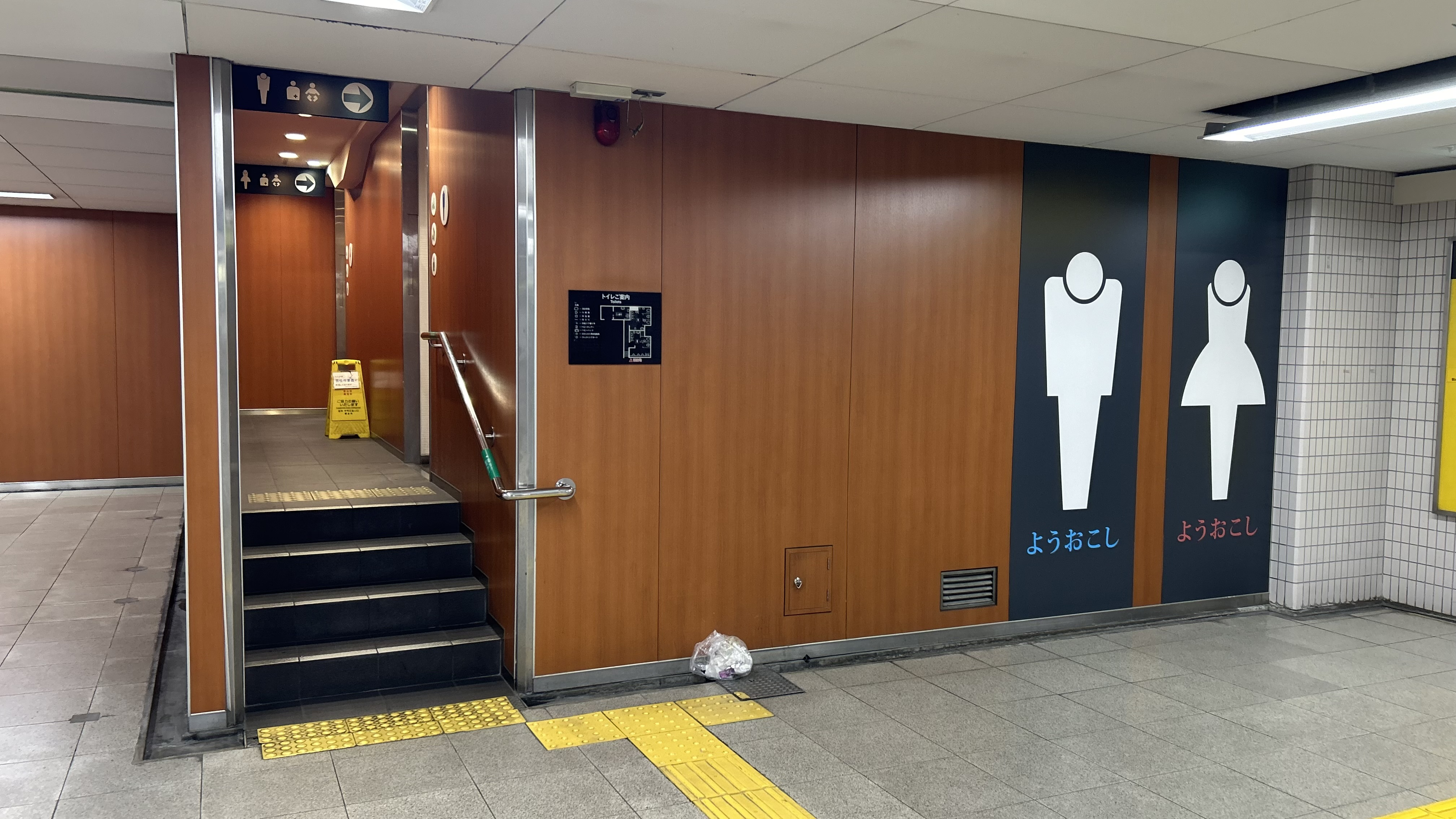
トイレ

### 出口
| 出口番号 | 出口周辺 | 接続改札          | 備考             |
| -------- | --- | ----------------- | ---------------- |
| 1        | 阪神電車 | 中東改札 中西改札 |                  |
| 2        | さくら野田ビル連絡通路・水道局野田営業所                                                                    | 中東改札 中西改札 |                  |
| 3        | 阪神電車 | 中東改札 中西改札 |                  |
| 4        | 阪神電車 | 中東改札 中西改札 | エレベーターあり |
| 5        | JR東西線海老江駅連絡口                                                                                      | 中東改札 中西改札 |                  |
| 6        | | 中東改札 中西改札 |                  |
| 7        | 福島郵便局・大阪福島税務署・福島警察署 福島消防署・福島区民センター・図書館 スポーツセンター・大阪NPOプラザ | 中東改札 中西改札 |                  |
| 8        | りそな銀行ビル連絡通路・福島区役所・福島区保健福祉センター                                                  | 中東改札 中西改札 |                  |

## 利用状況
2024年11月12日の1日乗降人員は27,200人（乗車人員：13,903人、降車人員：13,297人）であり、千日前線の駅では14駅中6位（他地下鉄路線と接続しない駅では2位）。
各年度の特定日における利用状況は下表の通りである。なお1969・1995年度の記録についてはそれぞれ1970・1996年に行われた調査であるが、会計年度上表中に記載の年度となる。
| 年度               | 調査日   | 乗車人員 | 降車人員 | 乗降人員 | 出典          | 出典          |
| 年度               | 調査日   | 乗車人員 | 降車人員 | 乗降人員 | メトロ        | 大阪府        |
| ------------------ | -------- | -------- | -------- | -------- | ------------- | ------------- |
| 1969年（昭和44年） | 01月27日 | 3,266    | 2,826    | 6,092    |               | [ 大阪府 1 ]  |
| 1970年（昭和45年） | 11月06日 | 9,123    | 8,510    | 17,633   |               | [ 大阪府 2 ]  |
| 1972年（昭和47年） | 11月14日 | 10,369   | 9,813    | 20,182   |               | [ 大阪府 3 ]  |
| 1975年（昭和50年） | 11月07日 | 11,694   | 10,697   | 22,391   |               | [ 大阪府 4 ]  |
| 1977年（昭和52年） | 11月18日 | 11,316   | 10,405   | 21,721   |               | [ 大阪府 5 ]  |
| 1981年（昭和56年） | 11月10日 | 12,888   | 11,794   | 24,682   |               | [ 大阪府 6 ]  |
| 1985年（昭和60年） | 11月12日 | 12,344   | 11,347   | 23,691   |               | [ 大阪府 7 ]  |
| 1987年（昭和62年） | 11月10日 | 13,300   | 12,367   | 25,667   |               | [ 大阪府 8 ]  |
| 1990年（平成02年） | 11月06日 | 14,117   | 12,526   | 26,643   |               | [ 大阪府 9 ]  |
| 1995年（平成07年） | 02月15日 | 13,292   | 12,071   | 25,363   |               | [ 大阪府 10 ] |
| 1998年（平成10年） | 11月10日 | 14,848   | 13,621   | 28,469   |               | [ 大阪府 11 ] |
| 2007年（平成19年） | 11月13日 | 13,470   | 13,001   | 26,471   |               | [ 大阪府 12 ] |
| 2008年（平成20年） | 11月11日 | 16,047   | 15,004   | 31,051   |               | [ 大阪府 13 ] |
| 2009年（平成21年） | 11月10日 | 13,470   | 13,001   | 26,471   |               | [ 大阪府 14 ] |
| 2010年（平成22年） | 11月09日 | 13,095   | 12,526   | 25,621   |               | [ 大阪府 15 ] |
| 2011年（平成23年） | 11月08日 | 13,234   | 12,559   | 25,793   |               | [ 大阪府 16 ] |
| 2012年（平成24年） | 11月13日 | 13,281   | 12,771   | 26,052   |               | [ 大阪府 17 ] |
| 2013年（平成25年） | 11月19日 | 13,314   | 12,492   | 25,806   | [ メトロ 1 ]  | [ 大阪府 18 ] |
| 2014年（平成26年） | 11月11日 | 13,142   | 12,413   | 25,555   | [ メトロ 2 ]  | [ 大阪府 19 ] |
| 2015年（平成27年） | 11月17日 | 13,118   | 12,597   | 25,715   | [ メトロ 3 ]  | [ 大阪府 20 ] |
| 2016年（平成28年） | 11月08日 | 12,906   | 12,255   | 25,161   | [ メトロ 4 ]  | [ 大阪府 21 ] |
| 2017年（平成29年） | 11月14日 | 13,272   | 12,574   | 25,486   | [ メトロ 5 ]  | [ 大阪府 22 ] |
| 2018年（平成30年） | 11月13日 | 13,338   | 12,521   | 25,859   | [ メトロ 6 ]  | [ 大阪府 23 ] |
| 2019年（令和元年） | 11月12日 | 14,085   | 13,202   | 27,287   | [ メトロ 7 ]  | [ 大阪府 24 ] |
| 2020年（令和02年） | 11月10日 | 12,585   | 11,954   | 24,539   | [ メトロ 8 ]  | [ 大阪府 25 ] |
| 2021年（令和03年） | 11月16日 | 12,349   | 11,782   | 24,131   | [ メトロ 9 ]  | [ 大阪府 26 ] |
| 2022年（令和04年） | 11月15日 | 12,661   | 12,097   | 24,758   | [ メトロ 10 ] | [ 大阪府 27 ] |
| 2023年（令和05年） | 11月07日 | 13,299   | 12,615   | 25,914   | [ メトロ 11 ] | [ 大阪府 28 ] |
| 2024年（令和06年） | 11月12日 | 13,903   | 13,297   | 27,200   | [ メトロ 12 ] |               |

## 駅周辺
周辺地域は通称「野田阪神」と呼ばれている。かつてはクラレが運営する結婚式場、「クラレ白鷺」が大阪市福島区鷺洲一丁目にあった。なお、同結婚式場のテレビCMは関西ローカルで長年にわたって放送された。
- 阪神電気鉄道本社
- 野田阪神ウイステ
  - イオンスタイル野田阪神
- 福島区役所
- 大阪府福島警察署
- 大阪福島郵便局
- 大阪大開郵便局
- 大阪市立福島図書館
- 三井住友銀行西野田支店・四貫島支店・歌島橋支店（旧住友銀行）
  - 2021年8月23日より、四貫島支店が移転し共同店舗となる。
  - 2021年11月22日より、歌島橋支店が移転し共同店舗となる。
- ヤマダデンキテックランド大阪野田店
- 天下一品野田阪神店
- ケンタッキーフライドチキン 野田阪神店
- 国道2号
- ナリス化粧品本社
- 孔官堂本社
- 野田阪神機械工具街（阪神本線高架下）
- えびえ記念病院（旧 松本病院）
- 大阪市立海老江西小学校

### バス路線
- 野田阪神前停留所

## 隣の駅
大阪市高速電気軌道 (Osaka Metro)
 千日前線
野田阪神駅 (S11) - 玉川駅 (S12)
- ( ) 内は駅番号を示す。

### 記事本文